# 47 Tucanae
| Størrelse         | Værdi                                                             |
| ----------------- | ----------------------------------------------------------------- |
| Stjernebillede    | Tukanen                                                           |
| Rektascension     | {\displaystyle \alpha } = 00h 24m 05.67s                          |
| Deklination       | {\displaystyle \delta } = −72° 04′ 52.6″                          |
| Ekvinoktium       | J2000.0                                                           |
| Størrelsesklasse  | mV = +4.09                                                        |
| Afstand           | 4.45 ± 0.01 kpc = 14500 ± 33 la                                   |
| Udstrækning       | 43.8′                                                             |
| Radius            | 60 la                                                             |
| Masse             | 7.00⋅105 {\displaystyle {\text{M}}_{\odot }}                      |
| Type              | III                                                               |
| Metalindhold      | −0.78                                                             |
| Alder             | 13.06 Ga                                                          |
| Anden info        | Næstlysstærkeste kuglehob efter Omega Centauri                    |
| Andre betegnelser | ξ Tuc, NGC 104, Caldwell 106, Mel 1, GCl 1, 1RXS J002404.6-720456 |

47 Tucanae, kort 47 Tuc, er en kugleformet hob i stjernebilledet Tukanen. Dens af stand fra Solsystemet er 4.45 ± 0.01 kiloparsec eller 14 500 ± 30 lysår,. Den har en diameter på 120 lysår.
47 Tuc er synlig med det blotte øje, for dens tilsyneladende størrelsesklasse er 4.1. Dens vinkeldiameter er 44 bueminutter, Månens er ca. 30. Da hoben kun befinder sig 18° fra den sydlige himmelpol, var den ikke kendt af europæiske astronomer før i 1750-erne, hvor den første gang blev registreret fra Sydafrika af Nicolas-Louis de Lacaille.
47 Tucanae er den næstmest lysstærke kuglehob efter Omega Centauri, og i en mindre kikkert ses omkring ti tusind stjerner, mange koncentreret i en tæt, central kerne. Kuglehoben indeholder måske et intermediært sort hul.

## Historie
Hoben blev registreret i 1751-52 by Nicolas-Louis de Lacaille, der i første omgang mente, at det drejede sig om kernen af en lysstærk komet. Han gav den betegnelsen "Lac I-1", det første objekt i hans katalog over tåger. Betegnelsen "47 Tuc" blev anvendt i et katalog samlet af Johann Elert Bode i Berlin i 1801. Bode havde ikke selv observeret kuglehoben, men havde overtaget objekterne i Lacailles katalog ordnet efter rektascension.
I 1800-tallet tildelte Benjamin Apthorp Gould hoben det græske bogstav ξ (ksi) og og gav den Bayer-betegnelsen ξ Tucanae. Men denne form blev kun brugt lidt, i stedet bliver hoben i dag udelukkende refereret til som 47 Tucanae , selv om det ikke drejer sig om en stjerne.

## Egenskaber
47 Tucanae er kendt for at have en lille, men meget lysstærk og tæt kerne af stjerner. Den er en af de allertungeste af Mælkevejsgalaksens omkring 150 kugleformede hobe og indeholder mange millioner stjerner. På en mørk himmel har den en udstrækning omtrent som Månens. Den ses i næsten samme retning som Lille Magellanske Sky, men afstanden til denne er ca 15 gange større end afstanden til 47 Tuc.
Den lysstærkeste stjerne set i synligt og ultraviolet lys er en blå kæmpestjerne af spektralklasse B8 III. Den har en luminositet på 1100 gange Solens og en effektiv temperatur på 10 850 K. Stjernen er i en fase af sin udvikling, hvor den har forladt den asymptotiske kæmpegren i Hertzsprung-Russell diagrammet og får sin energi ved i kernen at fusionere helium til carbon. Stjernens masse er omkring 54 % af Solens.
Kerneområdet af 47 Tucunae var genstand for en større eftersøgning af exoplaneter. Den foregik ved brug af Hubble-rumteleskopet til at lede efter formørkelser af stjerner ved deres planeter. Der blev ikke funder nogen planeter, selvom man skulle forvente at finde ti til femten baseret på antallet af planetfund omkring stjerner i Solens omegn. Dette viser, at planeter er relativt sjældne i kuglehobe. En senere jordbaseret undersøgelse i de tyndt befolkede ydre områder af hoben formåede heller ikke at opdage exoplaneter. Forklaringen må søges i det lave indhold af tungere grundstoffer i den gas, som stjernerne i sin tid blev dannet af.
47 Tucanae indeholder mindst to stjernepopulationer, som adskiller sig ved deres alder eller indholdet af "metaller" (alt anden end hydrogen og helium). Den tætte kerne indeholder et antal eksotiske stjerner af videnskabelig interesse, herunder mindst 21 blå efternølere.
Hoben indeholder hundredvis af röntgenkilder, heriblandt stjerner med forhøjet aktivitet i kromosfæren betinget af tæt ledsager. Desuden findes variable stjerner i form af hvide dværge, som opsamler stof fra en nabostjerne (akkretion), samt neutronstjerner, der ikke i øjeblikket modtager gas, men som kan observeres ved de røntgenstråler, der udsendes fra deres meget varme overflade.
47 Tucanae har 35 kendte millisekund-pulsarer, flere end nogen anden kuglehob ud over Terzan 5. Disse pulsarer menes at have få øget deres rotation på grund af akkretion af materiale overført fra en ledsagerstjerne i en tidligere fase af dobbeltstjernesystemets udvikling.
Ledsageren til en af pulsarerne i 47 Tucanae, 47 Tuc W, ser ud til stadig at overføre masse til sin ledsager, hvilket indikerer, at dette system er ved at afslutte en overgang fra at være et røntgen-binært system med lav akkretion til en millisekund-pulsar.
Med Chandra X-ray Observatory har man kunnet detektere röntgenstråling individuelt fra de fleste millisekund-pulsarer i 47 Tucanae, samt sandsynlig emission fra overfladen af neutronstjerner,.Endvidere er emission af gammastråling fra populationen af millisekund-pulsarer blevet detekteret med Fermi Gamma-ray Space Telescope, hvilket gør 47 Tucanae til den første kuglehob, som der er påvist gammastråler fra.

### Muligt centralt sort hul
Det er usikkert, om 47 Tucanae indeholder et centralt sort hul. Data fra Hubble-rumteleskopet fra 2006 begrænser massen af et eventuelt sort hul nær centret til højst 1500 solmasser.
Men i februar 2017 annoncerede astronomer, at man måske havde påvist et sort hul med en masse på 2200 solmasser. Dets tilstedeværelse syntes at fremgå af en analyse af bevægelsen og fordelingen af pulsarer i hoben. En senere og mere omfattende analyse af disse pulsarer giver dog ingen klar evidens for tilstedeværelsen af et sort hul.

### Masseadskillelse
I en offentliggørelse fra maj 2015 annoncerede man de første tegn på masseadskillelse i hoben. Masseadskillelse er en dynamisk proces ved hvilken de tungeste medlemmer af et gravitationelt bundet system (som netop en kuglehob) tenderer til at bevæge sig nærmere centret, medens lettere medlemmer rykker længere ud; koncentrationen af stjerner i centret vokser altså med tiden, hvilket øger muligheden for at danne et sort hul eller forøge massen af et allerede eksisterende. Hobens Hertzsprung-Russell-diagram viser en omtrentlig alder på 13 milliarder år, hvilket gør den usædvanlig gammel; alderen af Solsystemet er blot 4.56 milliarder år.